# Ошерслебен
Ошерслебен (нем. Oschersleben) — город в Германии, районный центр, расположен в земле Саксония-Анхальт.
Входит в состав района Бёрде. Подчиняется управлению Ошерслебен (Боде). Население составляет 20 831 человек (на 31 декабря 2010 года). Занимает площадь 122,74 км². Официальный код — 15 3 55 040.

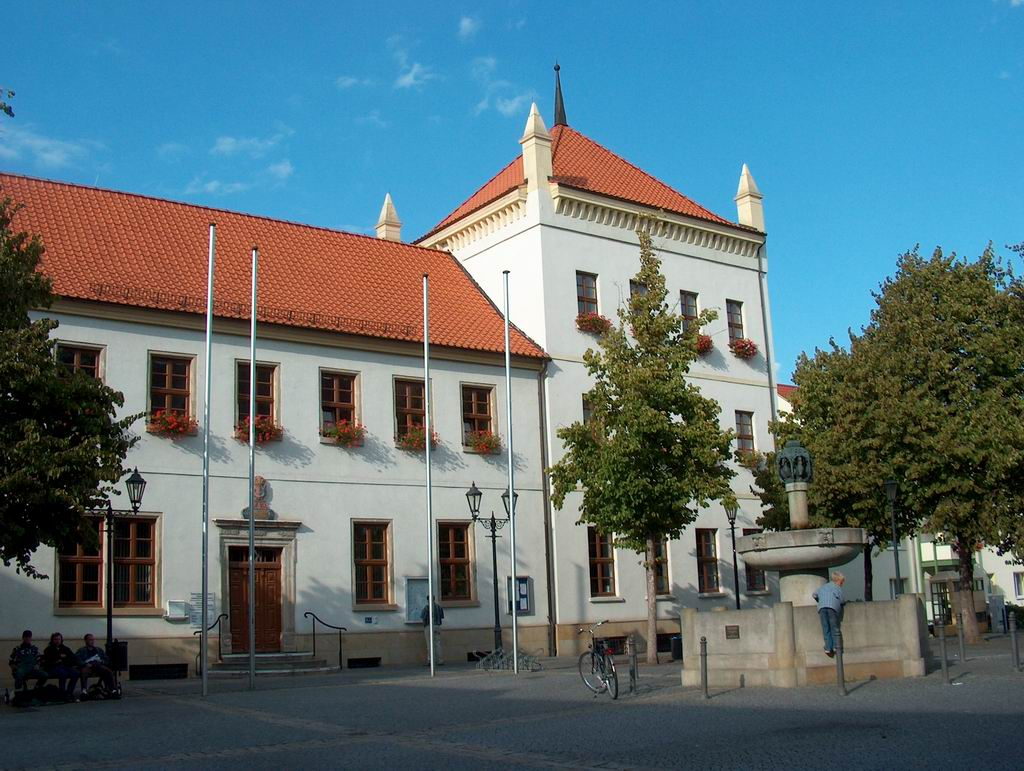
Ратуша